# بحير بن سعد
بحير بن سعد أبو خالد الخبائري السحولي الحمصي. محدث ثقة ثبت.

## روايته للحديث النبوي
- روى عن: خالد بن معدان، ومكحول.
- روى عنه: معاوية بن صالح، وإسماعيل بن عياش، ومحمد بن حرب، وبقية، ومحمد بن حمير.[2]
- الجرح والتعديل: قال أبو حاتم الرازي: صالح الحديث. وقال أحمد بن حنبل: ليس بالشام أثبت من حريز إلا أن يكون بحير. وقال أحمد بن شعيب النسائي: ثقة. وقال أحمد بن صالح الجيلي: ثقة. وقال ابن حجر العسقلاني: ثقة ثبت. وقال الذهبي: حجة. وقال دحيم الدمشقي: ثقة ثبت. وقال محمد بن سعد كاتب الواقدي: ثقة.[3]